# مؤسسة الفرقان
مؤسسة الفرقان للإنتاج الإعلامي، هي أقدم وسيلة إعلامية تابعة لتنظيم الدولة الإسلامية، أُسِّسَت في نوفمبر 2006، حين كان اسم التنظيم «دولة العراق الإسلامية». تُصدر مؤسسة الفرقان المواد المرئية والمسموعة والمقروءة. منذ 2014، اختصت مؤسسة الفرقان بالبيانات الرسمية المرئية والصوتية والكتابية فقط، وذلك بعد ظهور مؤسسات إعلامية أخرى برزت كأذرع إعلامية للتنظيم. منها «مركز الحياة للإعلام» الذي يُعد الوسيلة الإعلامية الموجهة لأهل الغرب بأكثر من عشرة لغات. و«مركز الفرات للإعلام» الموجه لأهل الشرق بعدة لغات خصوصًا اللغات الآسيوية. و«مؤسسة الاعتصام» التي اختصت بنشر مقاطع عن التنظيم في سوريا. و«مؤسسة أجناد» التي تختص بنشر المواد الصوتية ذات الجودة العالية المتمثلة في الأناشيد والتلاوات القرآنية.

## إصدارات المؤسسة
أصدرت مؤسسة الفرقان مواد مرئية ومسموعة ومقروءة. منذ 2013، أنتجت ما يزيد عن مائتي إصدار مرئي، على شكل إصدارات فردية أو سلاسل، بالإضافة إلى الكلمات الصوتية لقادة التنظيم:

### صليل الصوارم
سلسلة إصدارات مرئية مكون من أربعة إصدارات، صدرت باللغة العربية. حقق الجزء الرابع من الإصدارات أعلى نسبة اهتمام إذ حقق الإصدار 56 ألف مشاهدة على موقع اليوتيوب خلال 24 ساعة فقط من وضعه على الموقع وذلك قبل حذفه.[بحاجة لمصدر]

### رسائل من أرض الملاحم
سلسلة مكونة من اثنان وعشرين حلقة صدرت باللغة العربية، وهي عبارة عن رسائل من مقاتلي تنظيم الدولة الإسلامية.

### فرسان الشهادة
سلسلة مكونة من تسع حلقات صدرت باللغة العربية، وهي عبارة عن رسائل من مقاتلي تنظيم دولة العراق الإسلامية.